# Sword Art Online: Code Register
Sword Art Online: Code Register (ソ ー ド ア ー ト ・ オ ン ラ イ ン コ ー ド ・ レ ジ ス タ), también conocido como Sword Art Online: Code Resister, es un videojuego de 2014 para dispositivos iOS y Android lanzado solo en Japón.

## Jugabilidad
Sword Art Online: Code Register es un juego de rol japonés con un sistema de batalla simple de tocar y jugar. Los jugadores pueden formar grupos de personajes con diferentes habilidades y acciones para enfrentarse a oponentes y explorar diferentes mundos. El juego presenta múltiples mundos y personajes que aparecen en la franquicia, incluidos Sword Art Online, Alfheim Online y Gun Gale Online, así como sus propios personajes originales.
El juego cuenta con un "sistema de pedido Duel" donde los personajes jugadores del grifo para preparar a realizar acciones contra los enemigos y por lo tanto tirar de combos, y utilizan el sistema "Switch" para cambiar el orden de ataque para mejorar las estrategias y combos. Al igual que en la novela ligera y el anime, existen diferentes tipos de habilidades de espada y habilidades de unidad que los jugadores pueden utilizar para infligir daño o recuperar salud; con el uso de estas diferentes habilidades y combos siendo la clave para ganar el juego. También existen sistemas para crear armas personalizadas usando materiales recolectados de misiones, nivelando habilidades y agregando habilidades.

## Promoción
Los jugadores que se registraron temprano a la salida del juego, pudieron tener un avatar especial del protagonista Kirito, algunas de las otras promociones previas que se pudieron notar fue permitir a los usuarios registrados, ayudar a decidir quien sería la voz del personaje original: Sayuki. También participar en una lotería donde el ganador se llevaría una figura del personaje Leafa.

## Recepción
Geoff Thew de Hardcore Gamer se quejó de la falta de interacción significativa con el usuario, alegando que "parece tan emocionante como la entrada de datos".